# Nikon D7100
A Nikon D7100  é uma  câmera  DSLR F-mount com um sensor APS-C de 24.1 megapixel , com  sensor de imagem formato DX CMOS se diferenciando dos modelos de entrada Nikon D3200 e Nikon D5200 pela ausência do filtro passa-baixa(low-pass filter) que reduz distorções de cores e  e interferência moiré. A câmera foi anunciada pela Nikon em Fevereiro de 2013 como sucessora do modelo anterior D7000.
A sua maior sensibilidade é de ISO 6400 suficiente para boas fotos em ambientes menos iluminados quanto de objetos bem iluminados em movimento rápido.
Fisicamente, a Nikon D7100 é muito similar a sua antecessora D7000, possuindo peso e tamanho similar se diferenciando pelo material da qual é feita e especificações internas, além da alguns ajustes e posições de alguns botões externos. Seu corpo foi projetado para suportar um grande variedade de condições de disparo, sua estrutura é selada com vedação contra poeira e umidade com a parte frontal e traseira da câmera feita em liga de magnésio fornecendo um corpo compacto e leve com grande durabilidade.
A D7100 oferece sensibilidades ISO entre 100 e 6.400 expansível para 50 até 25.600.
Para armazenar as fotografias a câmera disponibiliza 2 slots para cartão SD, permitindo o uso do segundo slot como expansão da memória do primeiro slot ou então como réplica/backup do primeiro slot, além disso o segundo slot pode ser utilizado para agilizar o processamento e armazenamento de imagens quando usando o formato RAW.
Apesar de não oferecer conectividade Wi-fi, é possível obter tal funcionalidade através do acessório Nikon WU-1a, produzido e fornecido a parte pela Nikon, permitindo o acesso à memória da câmera bem como disparar fotos remotamente com transferência automática para tablets, smartphones e computadores para o armazenamento e/ou compartilhamento em redes sociais. 
Este modelo é considerado como uma câmera DX com funcionalidades de FX